# 1980 في سويسرا
فيما يلي قوائم الأحداث التي وقعت خلال عام 1980 في سويسرا.

## رياضة
- 20 يونيو – طواف سويسرا 1980 الفائزون يوب زوتميلك، جوسيف فوكس، Cilo–Aufina [الإنجليزية]‏، ماريو بيكسيا، دانيال ويليمز، لوسيان فان يمبي.

## أفلام
من الأفلام التي صدرت هذه السنة في سويسرا:
- 1 يناير – إنقذ ما تستطيع، الحياة من إخراج جان-لوك غودار.

## مواليد

### يناير
- 17 يناير – غريغوري راست درّاج طريق سويسري.
- 29 يناير – أندرياس هارتمان لاعب تزلج نوردي مزدوج سويسري.

### فبراير
- 6 فبراير – فلافيو شميد لاعب كرة قدم سويسري.[1]
- 11 فبراير – باسكال أوزوالد
- 13 فبراير – مايا نيوينشفاندر عداءة مراثونية سويسرية.[2]
- 27 فبراير – كاثرين ليمان لاعبة كرة قدم سويسرية.

### مارس
- 16 مارس – موريتز كريمر مخرج أفلام ألماني.[3]
- 19 مارس – ميشيل رينغلي لاعب كرة قدم سويسري.[4]
- 23 مارس – بيترو كيلر موسيقية سويسرية.[5]
- 28 يونيو – مارسيل هيرزوغ لاعب كرة قدم سويسري.[6][6]

### أبريل
- 2 أبريل – ميخائيل كورت مُجدّف كانوي سويسري.
- 5 أبريل – بيورن كريستن لاعب هوكي جليد سويسري.
- 17 أبريل – توماس فري لاعب بياثلون سويسري.
- 18 أبريل – يانغزوم برايين[7]

### مايو
- 5 مايو – سيلفان اجيرتر لاعب كرة قدم سويسري.[8]
- 8 مايو – ديفيد وسلي درّاج طريق سويسري.
- 10 مايو – رالف ناف درّاج طريق سويسري.

### يونيو
- 28 يونيو – مارسيل هيرزوغ لاعب كرة قدم سويسري.[6][6]

### يوليو
- 7 يوليو – دايفيد بالاس لاعب كرة قدم إسباني.[9]
- 10 يوليو – ماريو رايموندي لاعب كرة قدم سويسري.[10]
- 23 يوليو – مارك شنايدر لاعب كرة قدم سويسري.[11]

### أغسطس
- 7 أغسطس – غابي هوبر لاعبة اسكواش سويسرية.
- 30 أغسطس – جيرمانو فايلاتي لاعب كرة قدم سويسري.[12]

### سبتمبر
- 8 سبتمبر – دانييل شتاينر لاعب هوكي جليد سويسري.

### أكتوبر
- 7 أكتوبر – مانويلا مولر متزحلقة حرة سويسرية.
- 19 أكتوبر – بنجامين فيشر لاعب كرة قدم ليختنشتايني.

### نوفمبر
- 4 نوفمبر – توماس ويلر لاعب كرة قدم ألماني.

### ديسمبر
- 3 ديسمبر – فابيو كولتورتي لاعب كرة قدم سويسري.[13]
- 6 ديسمبر – إيفيلين[14]
- 16 ديسمبر – روجر بدر
- 20 ديسمبر – مايكل ألباسيني درّاج طريق سويسري.
- 27 ديسمبر – سيزارو مصارع محترف.[15]

## وفيات

### يناير
- 27 يناير – هانس إيشباخر (مواليد 1906) رسام سويسري.[16]

### فبراير
- 8 فبراير – إرفين فريدريك باومان (مواليد 1890)[17]

### أبريل
- 25 أبريل – أليخو كاربنتيير (مواليد 1904) روائي كوبي.

### يونيو
- 4 يونيو – ليوبولد كيلهولتس (مواليد 1911) لاعب كرة قدم سويسري.

### يوليو
- 26 يوليو – فريتز مولر (مواليد 1926)

### سبتمبر
- 7 سبتمبر – إرنست كرامر (مواليد 1898) مهندس معماري سويسري.
- 16 سبتمبر – جان بياجيه (مواليد 1896)[18]